# Hamilton (Texas)
Hamilton è una città della contea di Hamilton, di cui ne è anche il capoluogo, nello Stato del Texas, negli Stati Uniti. Secondo il censimento del 2020, possedeva una popolazione di 2 895 abitanti.

## Geografia fisica
Secondo l'Ufficio del censimento degli Stati Uniti, ha una superficie totale di 3,06 mi² (7,93 km²).
È situata nella regione del Texas centrale.

## Storia
La città è stata fondata nel 1858 e, così come la contea, deve il suo nome in onore di James Hamilton, un ex governatore della Carolina del Sud. Un ufficio postale è stato istituito nel 1861. La città rimase senza un servizio ferroviario fino al 1907 o 1908, quando la linea ferroviaria della Stephenville, North and South Texas Railway venne estesa da Stephenville ad Hamilton. Anche la linea ferroviaria della St. Louis Southwestern of Texas ha servito la comunità per tanti anni.

## Società

### Evoluzione demografica
Secondo il censimento del 2020, la popolazione era di 2 895 abitanti. Al precedente censimento, quello del 2010, la popolazione era di 3 095 abitanti.

### Etnie e minoranze straniere
Secondo il censimento del 2020, la composizione etnica della città era formata dall'81,55% di bianchi, lo 0,28% di afroamericani, lo 0,31% di nativi americani, lo 0,41% di asiatici, lo 0,03% di oceaniani, lo 0,28% di altre etnie e il 2,07% di due o più etnie. Ispanici o latinos di qualunque etnia erano il 15,06% della popolazione.

## Cultura
L'istruzione nella città di Hamilton è fornita dall'Hamilton Independent School District.